# Champs Fleurs
Champs Fleurs ist eine Stadt in Trinidad und Tobago. Sie liegt im Nordwesten der Insel Trinidad in der Region San Juan-Laventille.

## Lage
Champs Fleurs liegt mitten im East-West Corridor, der südlich der Northern Range von Westen nach Osten verlaufenden Metropolregion der Landeshauptstadt Port of Spain. Da Port of Spain im Norden durch die Northern Range und im Süden durch den Caroni Swamp begrenzt ist, weitete sich die Stadt im Laufe der Zeit nach Osten aus. Der dadurch entstandene East-West Corridor ist so dicht besiedelt, dass früher eigenständige Städte heute fließend ineinander übergehen und eher den Charakter von Stadtteilen der Hauptstadt-Agglomeration haben. Formell sind sie jedoch weiterhin unabhängig. Champs Fleurs grenzt im Westen an San Juan, im Südosten an Valsayn und im Osten an St. Joseph. Politisch gehört die Stadt zum Wahlbezirk St. Joseph. Champs Fleurs gliedert sich in die communities Champs Fleurs, Mount D’Or, Mount Hope und Mount Lambert.
| Community     | Einwohner |
| ------------- | --------- |
| Champs Fleurs | 1739      |
| Mount D’Or    | 2412      |
| Mount Hope    | 2218      |
| Mount Lambert | 1941      |
| Summe         | 8310      |

## Geschichte
Die Gründung der Stadt geht auf die Cedula de populacion zurück, ein Edikts des spanischen Ministers José de Gálvez y Gallardo, das 1783 die verstärkte Ansiedlung französischer Bürger auf der bis 1797 spanischen Insel Trinidad gestattete und dadurch einen signifikanten Bevölkerungszuwachs und eine rasch ansteigende Wirtschaftsleistung der Insel ermöglichte. Im Gebiet des heutigen Champs Fleurs ließen sich französischstämmige Pflanzer nieder und gründeten Zuckerrohr- und Kaffeeplantagen. Eine der größten Plantagen Trinidads war die der Familie de Fontenelle. Im ausgehenden 19. Jahrhundert siedelten die de Fontenelles indischstämmige Kontraktarbeiter auf dem Plantagengelände an, und der Name der Plantage, Champs Fleurs (deutsch: Blumenfelder), übertrug sich auf die Dörfer der Arbeiter und später auf die Stadt.

## Wirtschaft und Verkehr

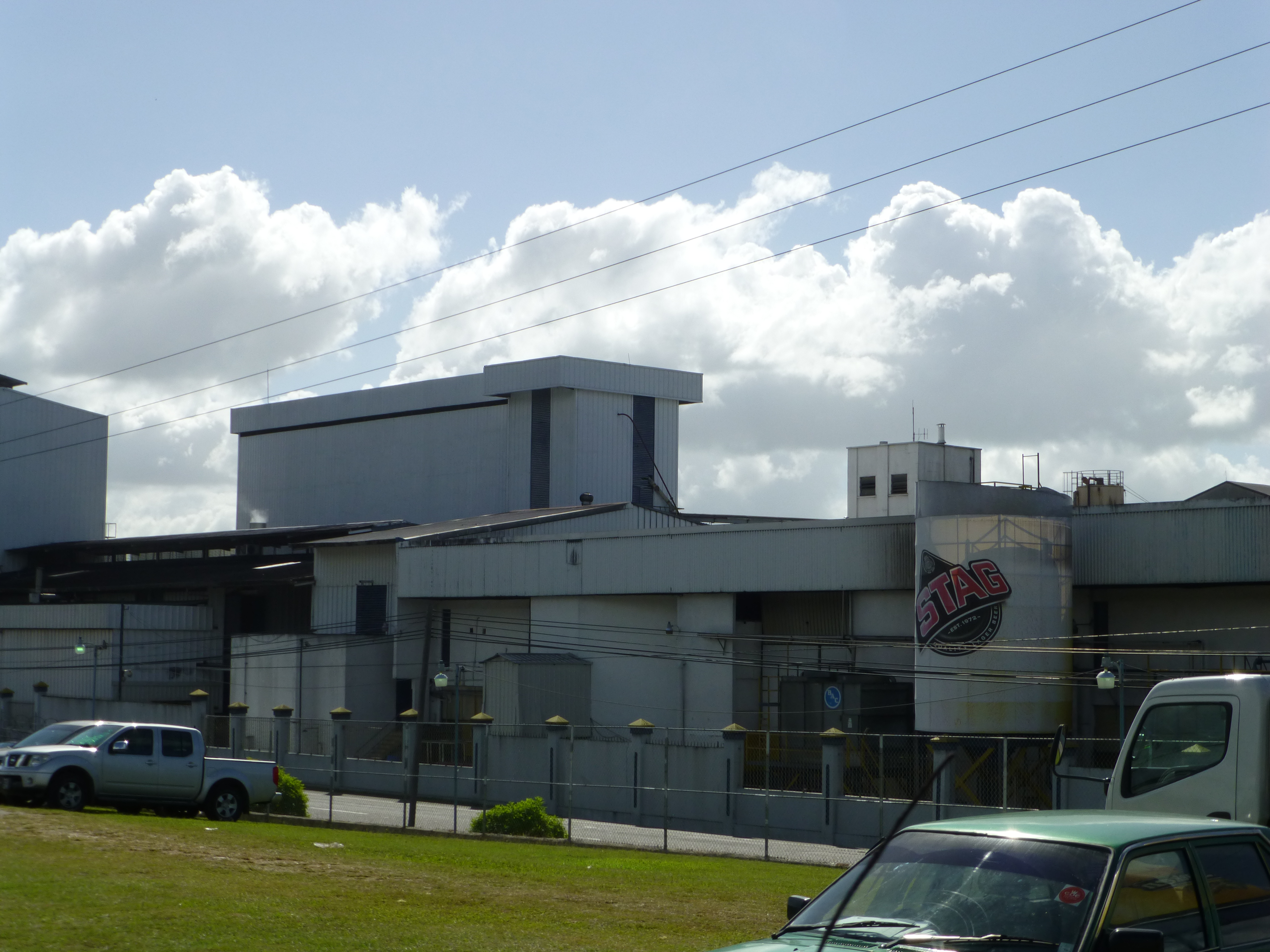
Carib Brewery

Champs Fleurs liegt an der Eastern Main Road, einer der beiden wichtigen West-Ost-Verkehrsachsen Trinidads. Der Uriah Butler Highway, die wichtigste Nord-Süd-Verkehrsachse, beginnt in Champs Fleurs. Der größere der beiden internationalen Flughäfen des Landes, der Piarco International Airport, liegt etwa zehn Kilometer südöstlich in Piarco.
Bedingt durch die verkehrsgünstige Lage hat sich entlang der Eastern Main Route Industrie niedergelassen, so die Carib Brewery, die die größte Brauerei der Karibik ist, die Unilever-Verwaltung und -Produktion für den gesamten karibischen Raum (Unilever Caribbean) und die trinidadische Niederlassung von British American Tobacco, West Indian Tobacco (Witco).

## Einrichtungen und Kultur
Die Fachhochschule School of Business and Computer Science liegt in Champs Fleur; die einzigen weiteren Bildungseinrichtung der Stadt sind eine Grundschule und eine weiterführende Schule. Mit dem Eric Williams Medical Sciences Complex und dem Mt. Hope Women’s Hospital liegen zwei Krankenhäuser in Champf Fleurs, wobei ersteres Sitz der medizinischen Fakultät des trinidadischen Zweigs der University of the West Indies sowie der North Central Regional Health Authority  ist.
Die Steelband Phoenix hat ihren Sitz in Champs Fleurs.